# IC 1287
IC 1287 è un'estesa nebulosa a riflessione visibile nella costellazione dello Scudo.
Si individua nella parte sudoccidentale della costellazione, lungo il piano della Via Lattea, circa 3° a SSW della stella α Scuti; si estende per una ventina di minuti d'arco a breve distanza dal piccolo ammasso aperto NGC 6649. Il periodo più indicato per la sua osservazione nel cielo serale ricade fra giugno e novembre; trovandosi ad appena 11° dall'equatore celeste, può essere osservata da tutte le aree popolate della Terra.
La nube possiede una forma allungata in senso nordest-sudovest, con una diramazione simile a un cirro esteso in direzione nord; la sua parte centrale possiede una sigla a parte ed è catalogata come vdB 124. I suoi gas ricevono la radiazione azzurra di HD 170740, una stella azzurra di sequenza principale di classe spettrale B2V e una magnitudine apparente pari a 5,72; si tratta di una stella binaria o forse multipla e giace sul Braccio di Orione alla distanza di circa 212 parsec (691 anni luce) dal sistema solare.